# Remedios Solano Rodríguez
 (septembre 2022).
La mise en forme du texte ne suit pas les recommandations de Wikipédia : il faut le « wikifier ».
Les points d'amélioration suivants sont les cas les plus fréquents :
- Les titres sont pré-formatés par le logiciel. Ils ne sont ni en capitales, ni en gras.
- Le texte ne doit pas être écrit en capitales (les noms de famille non plus), ni en gras, ni en italique, ni en « petit »…
- Le gras n'est utilisé que pour surligner le titre de l'article dans l'introduction, une seule fois.
- L'italique est rarement utilisé : mots en langue étrangère, titres d'œuvres, noms de bateaux, etc.
- Les citations ne sont pas en italique mais en corps de texte normal. Elles sont entourées par des guillemets français : « et ».
- Les listes à puces sont à éviter, des paragraphes rédigés étant largement préférés. Les tableaux sont à réserver à la présentation de données structurées (résultats, etc.).
- Les appels de note de bas de page (petits chiffres en exposant, introduits par l'outil «  Source ») sont à placer entre la fin de phrase et le point final[comme ça].
- Les liens internes (vers d'autres articles de Wikipédia) sont à choisir avec parcimonie. Créez des liens vers des articles approfondissant le sujet. Les termes génériques sans rapport avec le sujet sont à éviter, ainsi que les répétitions de liens vers un même terme.
- Les liens externes sont à placer uniquement dans une section « Liens externes », à la fin de l'article. Ces liens sont à choisir avec parcimonie suivant les règles définies. Si un lien sert de source à l'article, son insertion dans le texte est à faire par les notes de bas de page.
- La présentation des références doit suivre les conventions bibliographiques. Il est recommandé d'utiliser les modèles {{Ouvrage}}, {{Chapitre}}, {{Article}}, {{Lien web}} et/ou {{Bibliographie}}. Le mode d'édition visuel peut mettre en forme automatiquement les références.
- Insérer une infobox (cadre d'informations à droite) n'est pas obligatoire pour parachever la mise en page.

Pour une aide détaillée, merci de consulter Aide:Wikification.
Si vous pensez que ces points ont été résolus, vous pouvez retirer ce bandeau et améliorer la mise en forme d'un autre article.
Pour les articles homonymes, voir Solano et Rodríguez.
Remedios Solano Rodríguez, née le 2 mai 1969 à Olvera, en Province de Cadix, est une écrivaine, historienne et professeure d'espagnol en Allemagne. Elle a remporté plusieurs prix littéraires en Espagne.

## Biographie
Remedios (Remi) Solano Rodríguez étudie les sciences de la communication à l'université Complutense de Madrid en Espagne, où elle obtient son doctorat. Elle étudie également à l'université Julius Maximilians de Würzburg et à l'université Albert Ludwigs de Fribourg en Allemagne. Elle enseigne actuellement l'espagnol des affaires à la WHU - Otto Beisheim School of Management de Vallendar et l'espagnol à l'université Johannes Gutenberg de Mayence (Allemagne). Elle vit avec sa famille près de Wiesbaden (Allemagne).
Dans ses romans et nouvelles, elle aborde notamment les abus sexuels dans les familles, la maltraitance des femmes, la guerre civile espagnole et l'après-guerre en Espagne. En tant qu'historienne, elle s'est spécialisée dans les relations germano-espagnoles du début du XIXe siècle.

## Œuvres

### Œuvre littéraire
En 2004, avec l'histoire Fantasmas, elle a reçu la 3e place du « Premio Nacional de Vivir », un prix littéraire de l’Asociación pro Salud Mental Vivir à Cuenca, Espagne, doté de 6 000 euros. Le jury a souligné « l'excellente structure narrative de l'histoire, qui rend bien les mécanismes impliqués dans la dérive psychologique du protagoniste ».
En 2010, Solano Rodríguez a été finaliste du concours littéraire du magazine Ex Novo. Revista d'Història i Humanitats (Barcelone) pour ses nouvelles Huyendo de los Dragones et Las pistolas del destino. Ces deux textes reconstituent les derniers jours de la vie de l'écrivain allemand Heinrich von Kleist (1777-1811). Solano Rodríguez a également publié un essai historique sur l'influence de la guerre d'indépendance espagnole contre Napoléon sur Kleist.
En 2019, son roman Isla del Rey a remporté le prix littéraire Avelino Hernández de Novela Juvenil à Soria, l'un des prix littéraires les plus importants d'Espagne dans la catégorie des romans pour jeunes adultes. C'est une histoire sur le sport de l'aviron et avec des abus sexuels domestiques en arrière-plan.
En 2021, elle a reçu à Cabra (Córdoba, Espagne) le prix Juan Valera pour son roman Viento por los caminos, un roman sur la guerre civile espagnole et les premières années après la guerre.
En mars 2023, son roman Cristales rotos a été finaliste du prix Azorín, l'un des plus importants d'Espagne. Au total, 206 œuvres ont été présentées au concours, organisé par le Grupo Planeta et doté d'un prix de 45 000 euros.
Outre ses romans, Remedios Solano Rodríguez a publié un certain nombre de nouvelles, et le recueil de nouvelles 'Ausencias.

### Travail historique
Dans sa thèse, elle analyse l'influence de la guerre d'indépendance espagnole contre Napoléon sur la presse et la propagande en Prusse de 1808 à 1815. Elle a également écrit plusieurs articles spécialisés sur les relations entre l'Espagne et l'Allemagne dans le premier quart du XIXe siècle.
Avec la professeure madrilène Ingrid Cárceres Würsig (née en 1967), elle a publié deux livres sur l'histoire et la littérature : en 2015 Valiente Hispania : Poesía alemana de la Guerra de la Independencia, 1808-1814 et en 2020 Reyes y Pueblos : Poesía alemana del Trienio Liberal (1820-1823). Depuis 2010, elle fait partie du groupe d'historiens « ole5.grupos.uniovi.es » dirigé par Agustín Coletes Blanco à l'université d'Oviedo en Espagne.

## Notices
- Ressource relative à la recherche :   - Persée
- Notices d'autorité :   - VIAF
  - ISNI
  - BnF (données)
  - IdRef
  - GND
  - Espagne